# Under One Roof
Under One Roof ist ein Song im Country-Rock-Stil, den die britische Glamrock-Band The Rubettes im Jahr 1976 veröffentlichte. Im selben Jahr erschien eine deutschsprachige Coverversion von Bernd Clüver unter dem Titel Mike und sein Freund. Das Lied wurde von den Rubettes-Bandmitgliedern John Richardson und Alan Williams komponiert und getextet, der deutsche Text stammt von Hans-Ulrich Weigel. Beide Versionen thematisieren die Liebe zwischen zwei jungen Männern und deren tragisches Ende aufgrund der ihnen entgegenschlagenden brutalen Homophobie.

## Text
Beide Texte erzählen die beinahe identische Geschichte eines jungen Mannes (Billy/Mike), der aus einem lieblosen und zerrütteten Elternhaus ausreißt, „um Frieden zu finden“, und der verloren in einer fremden Stadt strandet. Dort wird er von einem schwulen Mann aufgenommen und die beiden wohnen zusammen in einem Dachzimmer, wo sie ihre Liebe versteckt leben können. Außerhalb ihres Zufluchtsorts und ihrer Beziehung schlägt Billy/Mike Ablehnung entgegen, etwa auf der Suche nach Arbeit, die er schließlich in einer Fabrik findet.
Als der gewalttätige Vater des jungen Ausreißers die beiden Liebenden entdeckt, bedroht er seinen Sohn. Ab hier weichen die Texte voneinander ab: Im englischen Original wartet der Vater vor dem Fabriktor und ersticht seinen Sohn; in Bernd Clüvers deutscher Version hat das Paar nach dem ersten „Besuch“ des Vaters noch Hoffnung, bis Mike am nächsten Tag am Fabriktor von einer Männergruppe um seinen Vater verhöhnt und bespuckt wird. Die beiden Liebenden verbringen eine letzte Nacht zusammen und schreiben einen Abschiedsbrief – der darauf folgende gemeinsame Suizid wird nur angedeutet.
Die Liebe zwischen den Männern wird in beiden Texten nicht umschrieben, sondern klar ausformuliert:

„Under one roof

Sharing one love daring the world to part them.“

„Mike und sein Freund teilten zu zweit

Unter dem Dach eine Liebe“

In der englischen Schlussszene kommt Billys Vater kurz zur Besinnung …

“As Billy lay dying, his papa started crying

Because the parent through him he became

And all because the person who was the first to give him love
Had been a man.”

„Als Billy im Sterben lag, begann sein Vater zu weinen,

weil er erst durch ihn zum Vater geworden war.

Und all das, weil die Person, die ihn als erstes liebte,

ein Mann war.“

… während in der deutschen Version Mikes Perspektive eingenommen wird, der seine Verzweiflung und Ausweglosigkeit in seinem Abschiedsbrief formuliert:

„Mama und Papa verzeiht

Weil mir doch keiner helfen kann

Denn der einzige Mensch

Der mich wirklich liebte

War ein Mann“

## Kontext und Resonanz

### The Rubettes:Under One Roof
Die Rubettes waren 1973 durch Sugar Baby Love international bekannt geworden; der Glam-Rock-Titel war in Deutschland und Großbritannien die Nummer eins und verkaufte sich millionenfach. Im Jahr 1976 wechselten die Rubettes nach der Trennung von Produzent und Komponisten ins Country-Genre.
Der Song Under One Roof gilt als einer der ersten, der Homophobie thematisierte, er erreichte die britischen Top 40. Martin Aston stellte 2016 fest, dass das Publikum der thematischen Offenheit nicht mit Gleichgültigkeit oder Ignoranz begegnet sei. Ein Jahr später veröffentlichte Rod Stewart das ungleich erfolgreichere The Killing of Georgie („Georgie boy was gay I guess; Nothin' more or nothin' less“), das auf einer wahren Begebenheit beruhte. Nach Under One Roof erreichten The Rubettes 1977 mit Baby I Know noch einmal die Top 10 im englischsprachigen Raum.
Im deutschsprachigen Raum stieß der Titel Under One Roof teils auf offene Ablehnung und löste Kontroversen aus. So verkündete Willem Dincklage, der die „Europa-Elf“, eine gemeinsame Hitparade der Publikumszeitschrift Hörzu und der Europawelle Saar, moderierte, am 10. Dezember 1976 den Ausschluss des Rubettes-Hits, nachdem dieser in der zweiten Woche der Chartnominierungen auf Platz 4 der Hitliste gestiegen war. Der Titel durfte nicht wiedergewählt werden. „Sehr ungerecht!“, urteilte eine Leserbriefschreiberin in Hörzu: „Homosexualität einfach zu ignorieren, wie das der Sender scheinbar tut, ist feige. Die Rubettes haben den Mut. Das Lied kommt gut an – und nun?“ In Deutschland wie in Großbritannien wurde Under One Roof insgesamt zu einem „Flop“.

### Bernd Clüver:Mike und sein Freund
Im deutschsprachigen Raum wird der Titel als der erste Schlager (in der Bundesrepublik) bezeichnet, der das Thema Homosexualität thematisiert, auch wenn es 1970 bereits die Titel Homo Joe und Er von Sonny Costa gegeben hatte, die jedoch über die Schwulenszene hinaus keine besondere Resonanz erfuhren.
Bernd Clüver war 1976 ein erfolgreicher Schlagersänger. Man kannte ihn als „romantisch-sensiblen Typen“ mit Titeln wie Der kleine Prinz oder Der Junge mit der Mundharmonika; beide erreichten Platz eins der Hitparade. Elmar Kraushaar stellte 1983 fest, dass – trotz der allgemeinen Öffnung für sexuell etwas explizitere Inhalte – Homosexualität als gesellschaftliches Tabu in den 1970ern fast keine Rolle im deutschen Schlager spielte. Dies hatte aus seiner Sicht ausschließlich kommerzielle Gründe: man rechnete mit Boykott und schlechten Verkaufszahlen sowie Reputationsverlust für die Sängerinnen und Sänger. Dass Bernd Clüver hier eine Ausnahme wagte, hatte nach Kraushaars Einschätzung vielleicht damit zu tun, dass die Rubettes mit dem Titel bereits in den deutschen Charts gewesen waren.
Clüvers Texte waren bis zu diesem Zeitpunkt noch nicht als besonders ernst oder anspruchsvoll aufgefallen; Andre Port le roi bezeichnete sie in Schlager lügen nicht 1998 gar als „wirr“. Der Titel Mike und sein Freund setzte Clüvers Karriere ein abruptes – vorläufiges – Ende. Nach eigener Aussage wurde er in den öffentlich-rechtlichen Sendern durchweg gesperrt und von Dieter Thomas Heck „aus der Hitparade geschmissen“. Der Titel wurde in den wenigsten Radiosendern gespielt und der Sänger sah sich genötigt, Heterosexualität zu demonstrieren und sich kurzentschlossen mit einer Frau zu verloben.
Inhaltlich wurde Mike und sein Freund seinerzeit eher kritisch bewertet: Das Lied, so wurde 1979 bemängelt, bediene „billige Schwulenklischees“ (das getönte Haar des Geliebten) und sei ein banaler, um Mitgefühl und Verständnis geradezu buhlender Schlager.

## In anderen Sprachen
1977 nahm der tschechische Schlagersänger Waldemar Matuška unter dem Titel „Jeden dům pro tři syny“ (Ein Haus für drei Söhne) eine Coverversion von Under One Roof auf. Der Text handelt von einem Vater, der Geld und Vermögen anhäuft, um es seinen Söhnen zu vererben, es aber versäumt, ihnen andere Werte zu vermitteln. Der erste Sohn starb als Arbeiter in einer fremden Stadt, der zweite ging nach Amerika, wo er Hunger und Not erlitt, allein der dritte erbte das Haus des Vaters, gründete eine Familie, gab aber stets mehr aus, als er einnahm, und wurde noch „vor seiner Zeit alt“.
Die finnische Coverversion der Band ELF (Eric Lars Four) erschien ebenfalls 1977 unter dem Titel „Hannu ja Annukka“, was im deutschen Sprachraum „Johannes und Anna“ entspräche. Auch der finnische Text entfernt sich weit von seinem Original. Annukas Vater ist sehr streng. Die Tochter muss in der Schule gut sein, sie darf nicht tanzen gehen, aber einmal in der Woche darf sie Klavierunterricht bei einem jungen Mann namens Hannu nehmen. Er wird ihr Freund, ihr einziger, und damit eine Zuflucht vor ihrem Zuhause und ihrem Vater, der trinkt und sie schlägt, wenn er trinkt. Eines Abends, als ihr Vater wieder einmal betrunken ist, übernachtet Annukka bei Hannu, und ihr Vater kommt zu ihnen. Er will Hannu umbringen, aber die Nachbarn retten den jungen Mann, und die Polizei nimmt den Vater mit. Im Gefängnis erlebt er dann selbst, was er seiner Tochter angetan hat.